# Будки-Кам'янські
Будки-Кам'янські (колишня назва Будки-Войткевицькі) — село в Україні, у Березівській сільській громаді Сарненського району Рівненської області. Населення становить 183 осіб.

## Населення
За переписом населення 2001 року в селі мешкали 183 особи.

### Мова
Розподіл населення за рідною мовою за даними перепису 2001 року:
| Мова       | Відсоток |
| ---------- | -------- |
| українська | 97,27 %  |
| білоруська | 2,73 %   |